# XVI съезд КПК
XVI Всекитайский съезд Коммунистической партии Китая проходил 8-15 ноября 2002 года в Пекине.
Знаменателен передачей власти лидерам «четвёртого поколения» руководителей КНР — в должности генерального секретаря ЦК КПК Цзян Цзэминя сменил Ху Цзиньтао.
На съезде присутствовало 2114 делегатов и 40 специально приглашённых делегатов, при численности КПК на тот момент более 66 млн человек. Как было отмечено в коммюнике съезда, из свыше 2 тыс. делегатов на ¾ это «руководящие кадры всех уровней».
7 ноября состоялось подготовительное заседание съезда, на котором была утверждена повестка дня съезда и избран состав президиума съезда в количестве 236 человек, утвержден постоянный комитет президиума (32 члена) и мандатной комиссии (24 члена), Ху Цзиньтао был избран ответственным секретарём съезда, а на первом заседании президиума съезда в тот же день назначены его заместителями Дин Гуаньгэнь, Ло Гань, Цзэн Цинхун и Ван Ган.
Генеральный секретарь ЦК КПК Цзян Цзэминь выступил с докладом «Всесторонне вести строительство среднезажиточного общества и создавать новую обстановку для дела социализма с китайской спецификой», в котором подводил итоги 13-летнего периода, начиная с 1989 года. Была выдвинута цель полного построения среднезажиточного общества, в отчётном докладе Цзян Цзэминь неоднократно упомянул слово «сяокан», заимствованное из древней книги стихов «Шицзин», которое означает «зажиточность», — отмечало «Время МН».
Партия должна либо обновиться, либо её ждёт упадок — с таким предупреждением выступил на съезде Цзян Цзэминь.
Как отмечал Усольцев Д. В., в своих выступлениях партийные лидеры отмечали, что КПК переживает состояние кризиса; в стране, несмотря на успехи экономики, растет число недовольных политикой партии; усиливается социальная напряженность, которая грозит опасным политическим взрывом, если не принять надлежащих мер. В своем выступлении Цзян Цзэминь заявил, что если не произвести коренного обновления, возмущение народа может принять такие размеры, что КПК утратит свою власть, и в государстве воцарится хаос, а к власти могут прийти деятели типа М. Горбачёва и Б. Ельцина, и тогда партию и Китай ожидает печальная участь КПСС и Советского Союза.
Отмечалось, что главной темой программного выступления Цзян Цзэминя на съезде стало провозглашение так называемой «теории трёх представительств», которая вошла в качестве поправок в новую редакцию устава КПК (Тройное представительство).
Съезд рассмотрел и принял поправки к Уставу КПК, которые вступили в силу с момента его принятия. В Уставе КПК в статье о приёме в партию новых членов выражение «прочие революционные элементы» было заменено на «передовые элементы прочих общественных слоёв», среди которых имеются в виду и частные предприниматели.
Съезд избрал ЦК КПК в количестве 356 человек (198 членов и 158 кандидатов), из которых 180 человек избраны в состав ЦК впервые, а также Центральную комиссию по проверке дисциплины в составе 121 человека. Средний возраст новоизбранного ЦК составил 55,4 года.
1-й пленум ЦК КПК 16-го созыва
15 ноября 2002 года на 1-м пленуме ЦК КПК 16-го созыва были избраны члены и кандидаты в члены Политбюро ЦК КПК, члены Постоянного комитета Политбюро ЦК КПК, генеральный секретарь ЦК КПК; по выдвинутой ПК Политбюро ЦК кандидатуре был принят состав секретариата ЦК КПК; назначен состав Центрального военного совета; утверждены секретарь, заместители секретаря и члены Постоянного комитета Центральной комиссии по проверке дисциплины КПК, избранные на 1-м пленарном заседании комиссии.
Съезд осуществил передачу власти в партии от Цзян Цзэминя к Ху Цзиньтао, который заменил Цзяна на посту Генерального секретаря, и вновь расширил состав Постоянного комитета Политбюро ЦК КПК — с 7 до 9 членов, из предыдущего состава Постоянного комитета в новоизбранный попал только Ху Цзиньтао. При этом Цзян Цзэминь остался главой Центральной военной комиссии ЦК КПК. Избрание нового лидера — Ху Цзиньтао — ознаменовало начало перехода власти к «четвёртому поколению» руководителей КНР.